# أزرق أليس
أزرق أليس (بالإنجليزية: Alice Blue)‏ هو أحد تدرجات اللون الأزرق السماوي. وهو اللون الذي كانت تفضله أليس روزفلت لونغويرث ابنة ثيودور روزفلت, وقد أثار ضجة كبيرة الموضة في الولايات المتحدة في حينه.
أزرق أليس هو واحد من ألوان الويب X11 التي وضعت منذ العام 1987 والتي تستعمل أساسا لوصف اللون في برامج شبكة الإنترنت.
ويشار إلى هذه الدرجة المعينة من اللون الأزرق أيضاً الأزرق الأبيض أو أزرق الجليد أو الأزرق الجليدي نظرا لتلوينه الشاحب جداً والذي يتضمن تلميحاً من الأخضر تماماً كما يعكس الجليد الفعلي.